# Trương Văn Nọ
Trương Văn Nọ (sinh 1/1/1964) là đại biểu Quốc hội Việt Nam khóa XIV, khóa XII, thuộc đoàn đại biểu Long An.

## Tiểu sử
Ngày sinh: 1/1/1964
Giới tính: Nam
Dân tộc: Kinh
Tôn giáo: Không
Quê quán: Xã An Ninh Tây, huyện Đức Hòa, Long An
Trình độ chính trị: Cao cấp lý luận chính trị
Trình độ chuyên môn: Đại học Kinh tế
Nghề nghiệp, chức vụ (Hiện tại): Ủy viên Ban Thường vụ Tỉnh ủy, Trưởng Đoàn đại biểu Quốc hội tỉnh Long An, Ủy viên Ủy ban về các vấn đề xã hội của Quốc hội, Chủ tịch UBMTTQVN tỉnh Long An nhiệm kỳ 2014-2019, 2019-2024.
Nơi làm việc: Văn phòng Đoàn ĐBHQ tỉnh Long An.
Ngày vào đảng: 23/2/1990
Nơi ứng cử: Long An
Đại biểu Quốc hội khoá: XII
Đại biểu chuyên trách: Địa phương
Đại biểu Hội đồng Nhân dân: Không